# Резаи, Алиреза
Алиреза Резаи (перс. عليرضا رضايی‎; род. 11 июля 1976, Тегеран, Иран) — иранский борец вольного стиля, серебряный призёр летних Олимпийских игр 2004 года в Афинах, двукратный победитель Кубка мира (1996, 1998), бронзовый призёр чемпионата мира (2003) и чемпион Азии (2002).